# Пироговское кладбище
Пироговское кладбище — некрополь в Голосеевском районе города Киева. Одно из киевских кладбищ, образовавшееся при населенном пункте, который позже был включен в состав города. Возникло в 1935 году и предназначалось для захоронения жителей бывшего села, а ныне микрорайона Пирогово Голосеевского района.
Расположено недалеко от киевского музея под открытым небом «Пирогово».
Закрыто для новых захоронений решением исполкома КГГА № 34 от 16.01.2009 года. Разрешены только подзахоронения.
Территория занимает 4,9 га.
При кладбище находится церковь Воздвижения Креста Господнего.